# Sheppard (groupe)
Pour les articles homonymes, voir Sheppard.
Sheppard est un groupe australien de musique pop. Le groupe est à l'origine un duo formé par Amy et George Sheppard avant d'être rejoint par d'autres membres. Leur single Geronimo a atteint le top des classements dans de nombreux pays tels que l'Australie où il a été certifié cinq fois disque de platine.

## Histoire du groupe
George (chanteur et pianiste), Amy (chanteuse et pianiste) et Emma (bassiste) Sheppard, les fondateurs du groupe, ont grandi en Papouasie-Nouvelle-Guinée où ils ont commencé à s'intéresser à la musique. Ils ont ensuite déménagé à Brisbane en Australie où ils ont développé leur talent et ont appris à jouer de nombreux instruments.[réf. nécessaire]
Le groupe débute en tant que duo en 2009 lorsqu’Amy Sheppard, alors à l’université, demande à son frère George de l’aider pour un devoir musical. En 2011, leur sœur Emma rejoint le groupe après des cours de basse au lycée. Sheppard s’agrandit par la suite avec l’arrivée du compositeur Jay Bovino, du guitariste Michael Butler et du batteur Dean Gordon.

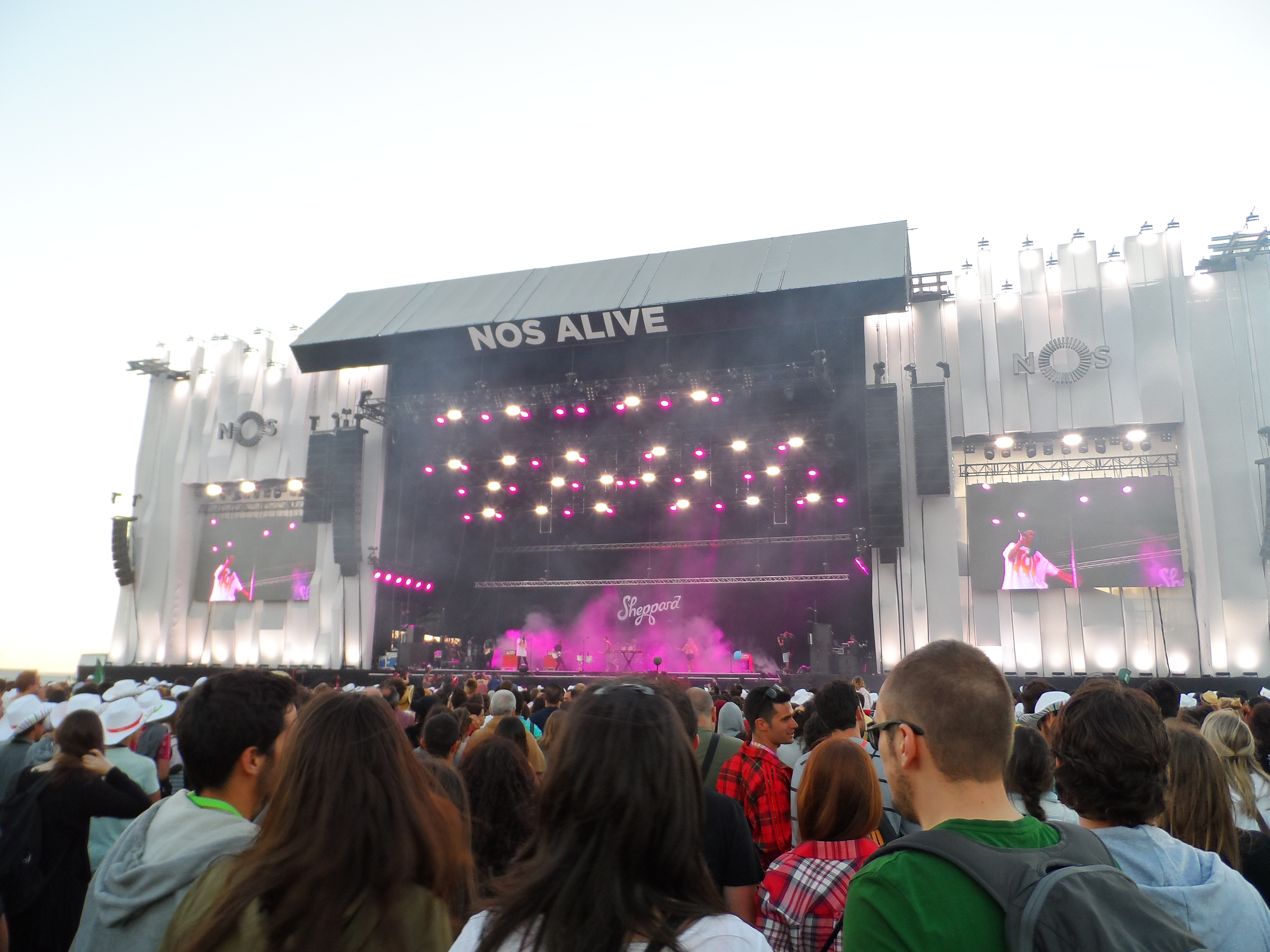
Sheppard lors du NOS Alive 2015.

Sheppard voit sa notoriété s’accroître après une apparition dans l’émission matinale de David Campbell (en) sur Channel Nine. L’EP du groupe avait été transmis par le frère de Bovino, cameraman pour la chaîne australienne. Le single Let Me Down Easy, joué à cette occasion, se fait une place dans le top 20 de l’ARIA Singles Charts (2013) et devient double disque de platine.
Le groupe connaît un réel succès avec le titre Geronimo, qui atteint la première place des ventes australiennes et y reste trois semaines. Le titre décroche des disques d'or ou de platine dans une vingtaine de pays. Le 20 juin 2014, Scooter Braun, manager de Justin Bieber, Martin Garrix ou encore Ariana Grande, annonce avoir signé le groupe pop australien.[réf. nécessaire] Sheppard change plus tard de manager pour Michael Chugg.
En juillet 2014, l’album Bombs Away atteint la deuxième place des charts australiens.
De février à mars 2015, le groupe rejoint Meghan Trainor sur son That Bass tour à l'occasion de 16 dates. En 2015, le groupe se lance dans une grande tournée à travers l'Europe, les États-Unis ou encore l'Amérique du Sud.
Après trois ans de tournées, le groupe a des difficultés pour écrire un nouvel album, n’arrivant pas à écrire de chanson du niveau de Geronimo. Ses membres décident alors de moins se concentrer sur « ce qui sonnerait bien à la radio », pour composer des chansons plus mélodiques. Le groupe s’entoure également d’autres compositeurs contrairement au premier album entièrement écrit par Amy, George et Jay. Le deuxième album du groupe, intitulé Watching the Sky, sort en juin 2018 et se classe directement en tête des meilleures ventes d’album en Australie. Sa sortie intervient après les singles Keep Me Crazy (classé dans le top 40), Edge of the Night et Coming Home (disque de platine).

## Membres
| Membre          | Photo | Instrument    |
| --------------- | ----- | ------------- |
| George Sheppard |       | voix et piano |
| Jay Bovino      |       | guitare       |
| Amy Sheppard    |       | voix et piano |
| Dean Gordon     |       | batterie      |
| Emma Sheppard   |       | basse         |

## Discographie

### Singles
- 2013 : Hold My Tongue
- 2014 : Geronimo
- 2014 : Smile
- 2015 : Let Me Down Easy
- 2015 : A Grade Playa
- 2016 : We Belong
- 2017 : Keep Me Crazy
- 2017 : Edge Of The Night
- 2017 : Coming Home
- 2019 : On My Way